# Kaiabi
I Kaiabi  sono un gruppo etnico del Brasile con una popolazione stimata in 1.193 individui nel 2010 (Unifesp).

## Lingua
Parlano la lingua kayabí (codice ISO 639-3 kyz) che appartiene alle lingue tupi-guaraní. Le lingue più simili al kaiabi sono quelle dei Kamayurá, degli Asurini dello Xingu e degli Apiaká. Quasi tutti i Kaiabi sono bilingue perché parlano sia la loro lingua madre che il portoghese.

## Insediamenti
Vivono negli stati brasiliani del Mato Grosso e del Pará. Vivono quasi tutti all'interno del Parco Indigeno dello Xingu (Mato Grosso), ma fino al 1940 erano stanziati principalmente tra i fiumi Arinos, Rio dos Peixes e Teles Pires, nei pressi del fiume Xingu. All'interno del Parco, i  Kaiabi sono dispersi tra vari villaggi situati nella parte settentrionale già abitata dai Juruna.